# 真希ちゃんとなう。
『真希ちゃんとなう。』（まきちゃんとなう）は、2011年7月29日にWaffleより発売されたアダルトゲームである。2012年5月24日にはDVDPG版が発売された。
本項では続篇である『ぞく・真希ちゃんとなう。』およびその後日談にあたる『真由さんとなう。』、ならびにシリーズ最終作となる『真希ちゃんとなう。完結編』についても解説する。

## 解説
本作は、ラブラブな雰囲気の中でSMやアナルファックといったHが展開される内容になっている。
Waffle代表のウシ太郎はGame Headlineとのインタビューの中で、「開発に少し余裕があったため、その期間で製作できる企画として考えた」と振り返っており、「なう。」という言葉は当時ツイッターで流行していたことから、タイトルに取り入れられた。
続篇である『ぞく・真希ちゃんとなう。』でもこの基本方針は変わっていないが、由希ルートは調教に重きを置いたハードなHが展開され、姉妹丼の割合も増えた。
また、2016年3月25日に発売予定の『真希ちゃんとなう。完結編』は、ゲーム内の時間が10か月と長くなり、それに合わせて季節にちなんだイベントも発生するようになった
。
本作にはスカトロジー要素が含まれており、2011年10月7日には脱糞表現の含まれるCG差分（CGおよびシーン鑑賞モードも含む）を非表示にすることができるパッチが公開された。
『ぞく・真希ちゃんとなう。』では初めからこのような表現を非表示にする機能が搭載されたほか、スカトロジーシーンが現れる直前にそのシーンを見るかどうかプレイヤーに尋ねる選択肢も用意された。

## あらすじ
真希ちゃんとなう。
売れない作家の左近司誠一は、隣人である三条真希の自慰行為を見てしまう。だが、三条真希はそれを咎めるどころか、逆に彼を気に入る旨のことを言い出した。かくして、2人のラブラブな生活は始まったが、そこへ真希の実妹である由希がやってきて、事態はどんどん騒がしくなっていく。
ぞく・真希ちゃんとなう。
誠一は作家生活に改善の兆しは見られなかったが、三条姉妹とラブラブな性生活を送っていた。ある日、真希は妹にアナルファックの快楽を味わわせたいと誠一に持ちかけてくる。
真由さんとなう。
三条姉妹とラブラブな性生活を送っていた誠一のもとに、姉妹の母親である真由が訪れる。いきなりセックスをして欲しいと言い出すので彼女に尋ねるたところ、婚約者が急に入院したためセックスができなくて困っているという。
真希ちゃんとなう。完結編
誠一は公私ともに充実した生活を送っていた。一方、卒業を控えていた真希は誠一と交わしたある約束を思い出す。

## 登場人物
左近司 誠一
主人公。［佐近つかさ］のペンネームでライトノベルをメインに執筆しているが、副業として［KON☆2］のペンネームでエロゲのシナリオライターもしている。
なかなか売れなかったが、『完結編』では姉妹をモデルとした小説『桜坂シスターズ』がヒットし、作家として成功の一歩を踏み出しつつある。
他者とのコミュニケーションは不得意で、コンビニの店員との会話すら苦痛を感じるが、三条家の女性達である真希・由希・真由の3人とは何故か普通に会話が成立する。
真希と知り合って童貞を卒業した。
三条 真希
声 - 咲ゆたか
誠一の隣人で、進学校である桜桃女子学園に通う女子校生。
学生会副会長を務めるほどの優等生であるが、実は淫乱かつ性欲過多な変態で、誠一にその本性を知られて以来、非常になついている。誠一と知り合うまで処女だった。
また、極度のシスコンで、妹の由希を溺愛しており、誠一が由希と肉体関係を持つことは全面的に公認している。
『真希ちゃんとなう。完結編』では姉妹揃って誠一の妻になると大々的に公言する。
成績優秀で対人スキルも高く、『真希ちゃんとなう。』では生徒会役員、『ぞく・真希ちゃんとなう。』では生徒会長を務めるなど非常にスペックが高く、ビジュアル・
スタイル共に抜群なのだが、家事全般が壊滅的に駄目。
同シリーズの『電車内でなう。』にもゲストキャラとして登場するが、この時点では既に誠一と入籍しており、名前も左近司真希に変わっている。
御園 由希
声 - 花南
真希の実妹で、姉のことが大好き。無垢で恥ずかしがり屋ではあるが、実は無意識ながらも姉同様かなりの淫乱の気がある。
苗字が真希と違うのは両親が離婚し父親に引き取られたことによるもので、アニメでは真希と暮らし始めたため途中から「三条」姓となっている。
『ぞく・真希ちゃんとなう』では父親の再婚に伴って親権が母親に移譲された事によって「三条」姓となり、元々住んでいた誠一の隣室に引っ越してくる。
それに伴い、誠一のかつての母校に転校し、隣の席の大庭琴葉（『姉妹となう。』のヒロイン）と知り合い親友となる。
真希とは対照的に家事全般が得意で、特に料理の腕はセミプロ級である。
『姉妹となう。』にもゲストとして登場し、主人公・大葉日明（大葉琴葉の弟）に家事全般を教えた事がきっかけで、「由希師匠」と呼ばれ慕われる。
権俵 土九子（ごんだわら どくこ）
声 - 空色もなか
誠一の伯母が紹介したお見合い相手である、非常に醜い女性。
ボーイズラブが大好きで、その趣味を理解してくれる結婚相手を望んでいる。
アダルトアニメ版では本編に登場しないものの、タイトルコール終わりで突然ズームアップで現れたり、エンディングではエンドロール中何度も現れたり、終盤では再びアップで大きく一瞬写るなど一際インパクトを残している。
『ぞく・真希ちゃんとなう。』には全く登場しないが、『真希ちゃんとなう。完結編』では冒頭でネタキャラとしてわずかに登場する。
教師をしている土九魅（どくみ）という名の従姉妹がいる。
三条 真由
声：蕪木徹子
『真由さんとなう。』にて登場。三条姉妹の母親で、ファッションブランドの経営者。元モデルであり、現在もその美貌は変わっていない。
娘以上の淫乱で、婚約者・良晴の不在によりセックスしないと日常生活もままならず、突然の網膜剥離により当面の間セックス不可能になってしまった婚約者の代わりに溜まりに溜まった性欲を発散してもらう為、娘達の共通の恋人である誠一の元へ駆けこんだ。
『真希ちゃんとなう。完結編』では良晴と正式に入籍し、再び人妻となるも、良晴の不在により性欲処理が出来ない場合は、予防注射と称して誠一に抱かれにマンションに押し掛けてくる。
性に関しては明け透けで、婚約者とのエッチ中に娘に電話を掛ける程であり、真希からは呆れられる事もしばしば。
能見 良晴
声：小次狼（ぞく・真希ちゃんとなう。）／金田馬夫（真希ちゃんとなう。完結編）
真由の婚約者で、彼女が社長を務める［SANJO］と契約を結んでいるプロカメラマン。『ぞく・真希ちゃんとなう。』にて名前が判明する。顔・立ち絵は無い。
誠一と同様に連続射精が可能な精力を持ち、以前は「プロの嬢ですら裸で逃げ出す」というぐらいに有り余る性欲を持て余し、結婚は諦めていたものの、真由と出逢った事により「ずっと探し求めていた運命の人」と感じ、その後交際・結婚に至った。
真由との仲は良好だが、「お互いを束縛しない」という取り決めをしており、彼女が誠一に抱かれる事も広い心で受け止められる器の大きさを持ち合わせている。
『真希ちゃんとなう。完結編』では正式に真由と夫婦になり、三条良晴となる。
東條 望
声：小次郎
［ソフマップ購入特典］のエクストラシナリオのみに登場。真由がまだ桜桃女子の学生だった時代に、産休となった担任教師の代わりに非常勤講師として赴任した。
湧き上がる性欲を抑えられなくなった真由に誘惑されて、夕暮れの教室で童貞と処女を交換するも、辞表を提出して音信不通となった。

## スタッフ
- 原画 - 長頼、只野あきら
- シナリオ - ひらいでらく
- 音楽 - Corey&Carter

## 評価

### 真希ちゃんとなう。
Game-Style上のユーザーレビューのうち、5%が「期待を遥かに上回る作品だった」、23.5％が「期待を上回る作品だった」、41.2%が「期待通りの作品で満足できた」という評価だった。
ユーザーからは「様々なシチュエーションを愉しめた」といった評価が寄せられた一方、「妹である由希のイベントを増やしてほしかった」という要望も寄せられた。

### ぞく・真希ちゃんとなう。
Game-Styleに寄せられたユーザーレビューのうち「期待を遥かに上回る作品だった」と「期待を上回る作品だった」がそれぞれ7.6%、46.1%が「期待通りの作品で満足できた」という評価だった。
アダルトアニメ版やwaffleの他作品を通じて本作を知ったユーザーからのレビューが増え、「ミドルプライスとは思えない品質だった」といった評価が寄せられた一方、「Hシーンが多い割には一つ一つのシーンの淡泊」といった指摘も寄せられた。
ライターのほしざきしんやはGame-Styleに寄せたコラムの中で、『ぞく・真希ちゃんとなう。』をリア充達の日常を暴露したような作品と評し、「清楚さに隠された淫乱さを導き出すことで登場人物たちの甘い生活が描かれている」と述べ、「SMプレイに苦痛を与えてはならない、というルールを主人公たちは理解している」とし、抜きゲーを嘲笑するような人にプレイしてほしい作品とした。

## アダルトアニメ
コラボレーションワークスよりアダルトアニメが発売されている。
1. 真希ちゃんとなう。 〜悶絶淫乱娘 三条真希編〜
  - 2012年2月24日発売
2. 真希ちゃんとなう。 〜純真無垢天使 御園由希編〜
  - 2012年9月28日
3. 真希ちゃんとなう。 〜真希＆由希のド変態共同『性』活◆編〜
  - 2014年7月25日
4. 真希ちゃんとなう。 〜姉妹で挑む未開の穴。三条探検隊が今日もいく！！編〜
  - 2014年12月26日
5. 真希ちゃんとなう。 〜悶絶淫乱娘と純真無垢天使はいつでも天真爛『まん◆』Blu-ray HD で容姿端麗◆◆ 編〜
  - 2015年4月24日に発売されたBlu-rayアニメ。